# Olio di ricino
L'olio di ricino è un olio vegetale che in condizioni standard si presenta come un liquido viscoso trasparente di colore giallo pallido o quasi incolore, con un odore delicato e un sapore nauseante.

## Caratteristiche strutturali e fisiche
Si tratta di una miscela di gliceridi, prevalentemente ricinoleina, il gliceride dell’acido ricinoleico, che rappresenta quasi il 90% della miscela. Contiene inoltre: acido linoleico (fino al 4%), acido oleico (fino al 3%), acido stearico (fino all'1%) e meno dell'1% di acidi grassi linoleici. Non contiene ricina e la lectina tossica rimane nella polpa del seme dopo l'estrazione dell'olio.
La miscela non si essicca, è combustibile e ha eccellenti proprietà di conservazione, infatti non irrancidisce a meno che non venga sottoposto a calore eccessivo. Si dissolve nel proprio volume di etere di petrolio o in alcol al 95%. Non si dissolve in alcuna misura nell’olio minerale, a meno che non venga miscelato con un altro olio vegetale. Se riscaldato a 300 °C per diverse ore, polimerizza e diventa miscibile.
Infine risulta:
- solubile in etanolo assoluto, metanolo, etere, cloroformio, acido acetico glaciale,[5] benzene e solfuro di carbonio[3]
- insolubile in acqua[4]

| Densità relativa               | 0,96                                    |
| Viscosità                      | 6 - 8 poise a 25°C                      |
| Tensione superficiale          | 39 dynes/cm a 20°C 35,2 dynes/cm a 80°C |
| Temperatura di solidificazione | - 40°C                                  |
| Potere rotatorio               | destrorotatorio                         |
| Indice di saponificazione      | 300                                     |
| Valore di iodio                | 76                                      |
| Valore acido                   | < 4                                     |
| Numero di Reichert-Meissl      | < 5                                     |
| Valore di Polenske             | < 0,5                                   |
| Valore dell'acetile            | 144 - 150                               |
| Valore dell'ossidrile          | 161 - 169                               |

## Sintesi
Viene estratto dai semi della pianta del ricino (R. communis).

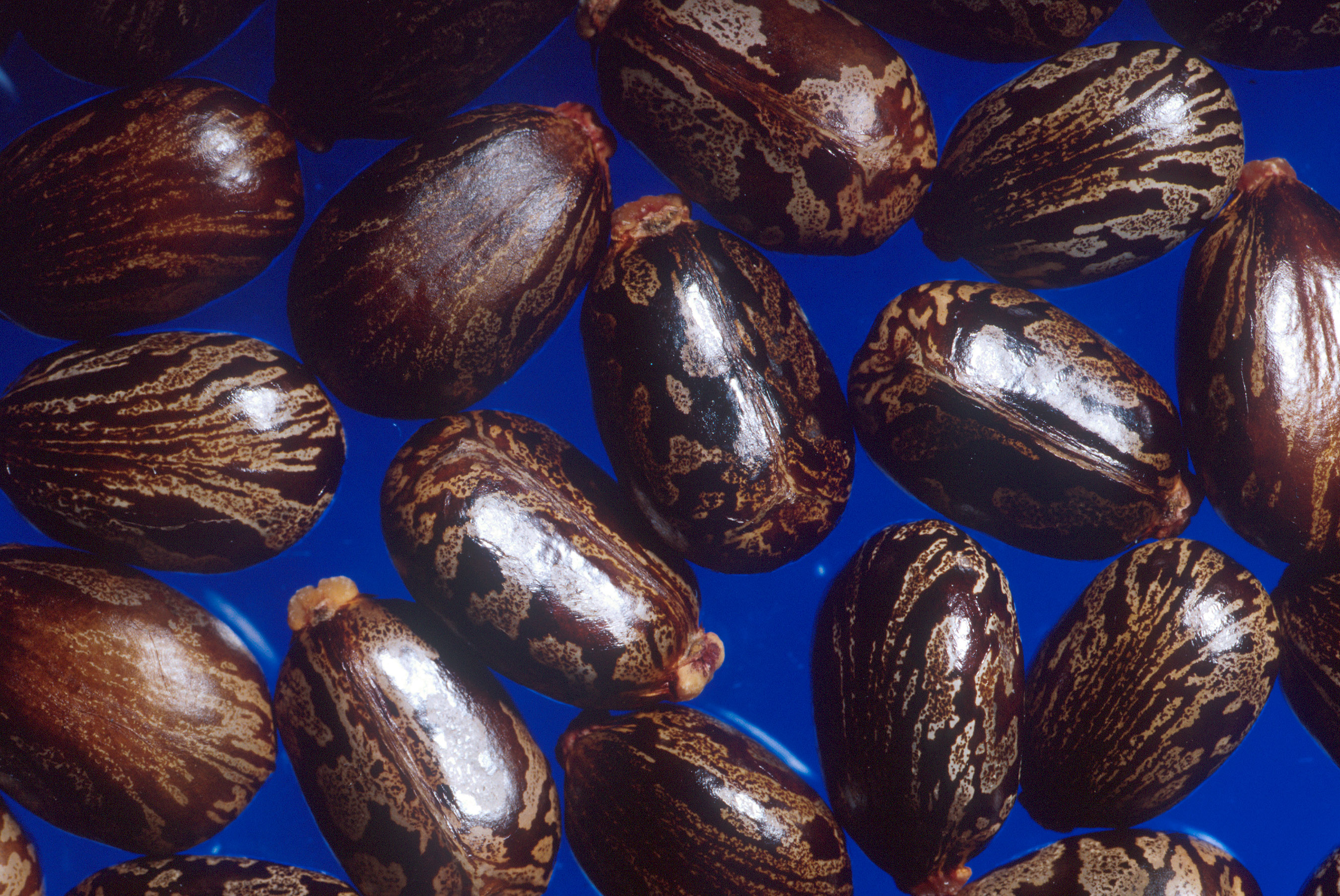
Semi del ricino

## Reattività e caratteristiche chimiche
Può sviluppare spontaneamente calore a contatto con l'aria. Reagisce con acidi, basi e alcoli liberando calore. La reazione con acidi forti e agenti ossidanti forti può essere sufficientemente esotermica da incendiare i prodotti della reazione stessa. Se mescolato con metalli alcalini o idruri forma idrogeno infiammabile.

## Farmacologia e tossicologia

### Farmacocinetica
Dopo l’ingestione dell’olio di ricino, l’acido ricinoleico viene rilasciato dalle lipasi nel lume intestinale e assorbito nell’intestino. I risultati dello studio sui ratti suggeriscono che l’assorbimento dell’olio di ricino è inversamente proporzionale alla dose somministrata, ma è praticamente completo a dosi ridotte (4 g). Il recupero fecale dell’olio di ricino marcato radioattivamente varia dall’11,4% per una dose di 10 g, all’86,0% per una dose di 44,4 g.

### Farmacodinamica
Il ricinoleato, come altri tensioattivi anionici, riduce l’assorbimento netto di fluidi ed elettroliti e stimola la peristalsi intestinale.

### Effetti del composto e usi clinici
Se ingerito causa una forte diarrea. L’olio di ricino viene usato come farmaco da banco come lassativo stimolante ed è comunemente incluso in prodotti cosmetici per capelli e per la cura della pelle. L'olio di ricino e i suoi derivati vengono utilizzati come eccipienti in diversi medicinali e rimedi naturali, tra cui:
- Miconazolo, un agente antimicotico;[8][9]
- Paclitaxel, un inibitore mitotico usato in chemioterapia del cancro;[10]
- Sandimmun (iniezione di ciclosporina, USP), un farmaco immunosoppressore ampiamente usato durante il trapianto di organi per ridurre l'attività del sistema immunitario del paziente;[11]
- Nelfinavir mesilato, un inibitore della proteasi dell'HIV;[12]
- l'unguento Xenaderm, un trattamento topico per le ulcere cutanee, è un composto contenente balsamo del Perù, olio di ricino e tripsina;[13][14]
- Aci-Jel (un composto contenente acido ricinoleico, acido acetico, oxiquinolina) è usato per mantenere l'acidità vaginale.[15]
- Optive Plus (carbossimetilcellulosa, olio di ricino) e Refresh Ultra (glicerina, olio di ricino), sono lacrime artificiali usate per trattare la sindrome dell'occhio secco.[16]
- unguento Vishnevsky.[17]

### Controindicazioni ed effetti collaterali
Grandi quantità possono causare nausea, vomito, coliche e una purga intensa. Non deve essere somministrato in caso di ostruzione intestinale.

## Applicazioni
Grazie alla sua rinnovabilità e all’elevata versatilità, oltre a essere l’unica fonte commerciale di un acido grasso idrossilato, l’olio di ricino è impiegato come:
- materia prima essenziale nell’industria chimica (es. rivestimenti, derivati uretanici, tensioattivi e disperdenti)
- additivo alimentare approvato dalla FDA, direttamente aggiunto a prodotti alimentari destinati al consumo umano;
- agente distaccante e antiaderente nelle caramelle dure;
- negli integratori vitaminici;
- nelle compresse orali di minerali come ingrediente per i rivestimenti protettivi;
- materia prima per la produzione di acido sebacico;
- ingrediente base nella produzione di resine e fibre sintetiche;
- lubrificante nella trafilatura dei metalli e nella lubrificazione dei macchinari;
- lubrificanti nei carburanti per motori a due tempi;
- lubrificante nei fluidi idraulici;
- lubrificante per stampi;
- conservante per gomma;
- componente dei fluidi di imbalsamazione;
- "olio rosso di Turchia" per la tintura e il finissaggio dei tessuti;
- come olio di ricino disidratato in alchidi, copolimeri resinosi, vernici, pitture a base di olio, smalti, sigillanti e stucchi;
- come olio soffiato per plasticizzare la tela cerata, la pelle artificiale, i tessuti rivestiti e le lacche;
- come olio soffiato per plasticizzare la colofonia nella produzione di carta moschicida, per sistemi di rivestimento a base di nitrocellulosa e simili, adesivi a caldo, inchiostri da duplicazione e stencil, adesivi e laminati.

Decine di derivati dell'olio di ricino sono tuttora utilizzati nel settore cosmetico:
- hydrogenated castor oil: viscosizzante sistemi oleosi, stabilizzante emulsioni acqua in olio,
- zinc ricinoleate: deodorante, lubrificante, condizionante, stabilizzante emulsioni acqua in olio,
- potassium ricinoleate, sodium ricinoleate: sapone, emulsionante,
- ethyl ricinoleate, glyceryl ricinoleate, isopropyl ricinoleate: emolliente, co-emulsionante nelle emulsioni olio in acqua.

## Utilizzo in Italia durante il fascismo
In Italia, durante il regime fascista e il suo avvento, l'olio di ricino è stato utilizzato dagli squadristi e dalle camicie nere. Le squadre fasciste sequestravano gli avversari politici e li costringevano a bere una grande quantità di olio di ricino, in quella che veniva chiamata la "purga del sovversivo", causando al malcapitato una violenta scarica di diarrea: la vittima veniva costretta a defecarsi addosso, imbrattando in modo evidente i suoi pantaloni (spesso veniva legata una corda ai calzoni delle vittime affinché non potessero tentare di sfilarseli durante gli attacchi di diarrea). Successivamente veniva costretta a girare in pubblico in quelle umilianti condizioni, con le camicie nere che lo schernivano. E molto spesso, se era sposato, il malcapitato veniva mostrato in quelle condizioni indignitose di fronte alla propria moglie, rendendo l'esperienza ancora più degradante e umiliante. Il messaggio simbolico di questo gesto, legato a quell'epoca storica, era chiaro: "l'avversario se la fa addosso, quindi non è un vero uomo". All'epoca inoltre non era facile lavare quotidianamente i vestiti, e ciò rendeva ancora più traumatica la vicenda. Il fine ultimo di questa azione era quindi quello di umiliare l'avversario e di ridicolizzarlo. Sembrerebbe che l'idea dell'utilizzo dell'olio di ricino come strumento di tortura sia stata di Gabriele D'Annunzio, ma si trovano riferimenti anche nella corrispondenza dal fronte degli ufficiali italiani, i quali utilizzavano questo sistema come punizione per la truppa poco disciplinata.